# Joe Looney
Joe Looney (Lake Worth, 31 agosto 1990) è un giocatore di football americano statunitense che milita nel ruolo di offensive guard per i Dallas Cowboys della National Football League (NFL). Fu scelto nel corso del quarto giro (117º assoluto) del Draft NFL 2012 dai San Francisco 49ers. Al college ha giocato a football a Wake Forest.

## Carriera

### San Francisco 49ers
Looney fu scelto nel corso del quarto giro del Draft 2012 dai San Francisco 49ers.. Nella sua stagione da rookie non disputò alcuna gara mentre nella successiva scese in campo quattro volte

### Tennessee Titans
Nel 2015 Looney giocò con i Tennessee Titans dove giocò sei gare come titolare.

### Dallas Cowboys
Il 29 maggio 2016, Looney firmò un contratto biennale con i Dallas Cowboys. Il 18 marzo 2020 firmò un rinnovo annuale.

## Palmarès
- National Football Conference Championship: 1

San Francisco 49ers: 2012